# Нусбаум, Гилярий
Гилярий Нусбаум (1820 — 17 ноября 1895, Варшава) — российский польский журналист, историк и общественный деятель еврейского происхождения, преподаватель и научный писатель

. Отец невролога и медицинского философа Генрика Нусбаума и зоолога Иосифа Нусбаум-Гиларовича, известного также Осип Илларионович.

## Биография
Гилярий Нусбаум получил образование в хедере и затем в школе раввинов. В 1841 году открыл в начальное еврейское мужское училище в родном городе. В 1852 году им была основана первая реформистская синагога в российских польских землях. В 1855 году был избран в члены правления еврейской общины Варшавы, в 1867 году стал руководителем дома призрения для еврейских стариков и сирот и членом попечительского совета благотворительных учреждений Царства Польского.

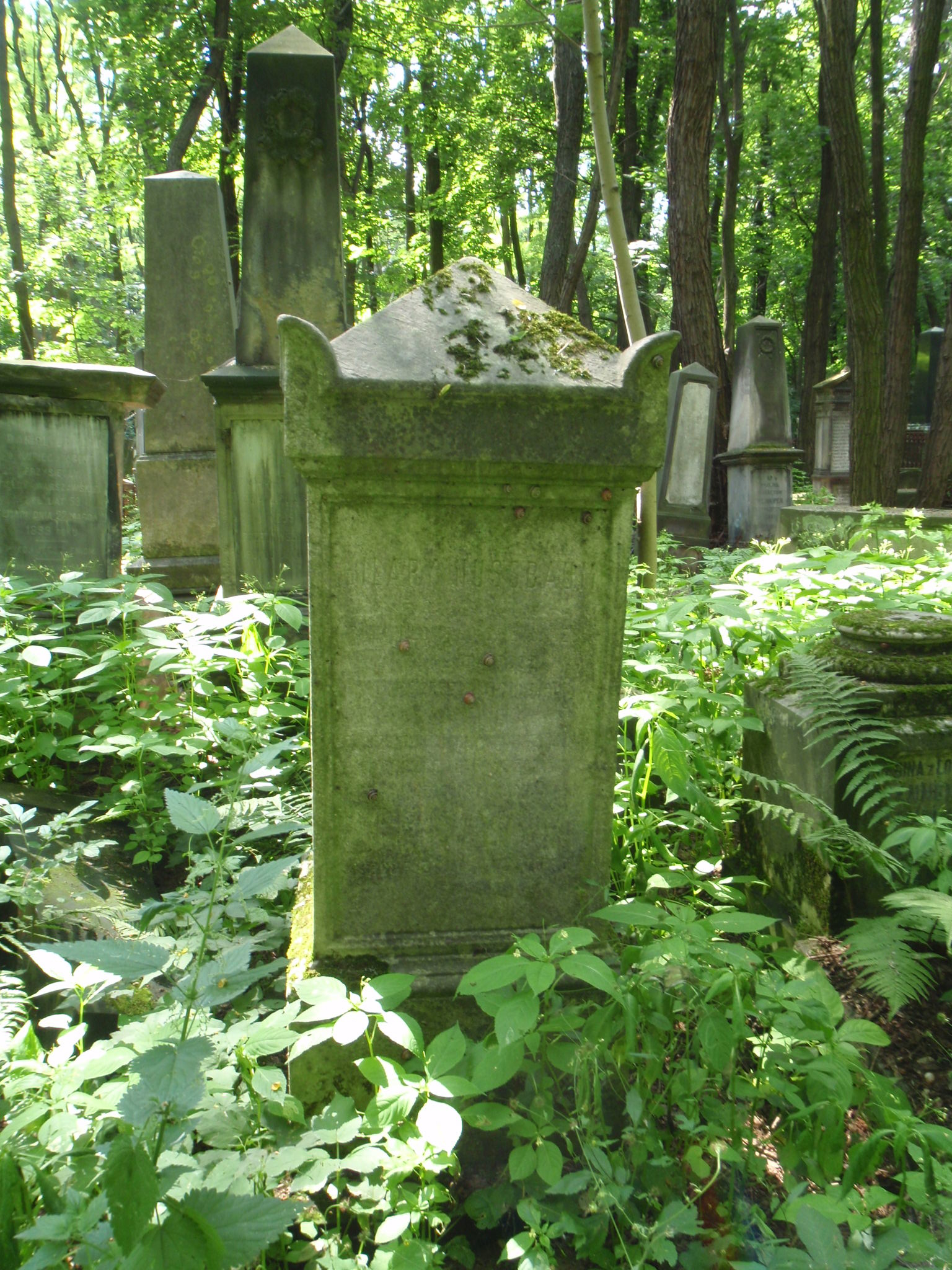
Могила Нусбаума

Сотрудничал в журналах «Jutrzenka» (был его создателем в 1861 году) и «Izraelita», при этом статьи писал как на польском, так и на древнееврейском. Был основателем и членом нескольких благотворительных организаций, принимал активное участие в разнообразной общественной деятельности еврейской общины. После поражения Январского восстания занимался организацией доставки помощи семьям депортированных царскими властями. С 1880 года посвятил жизнь научным исследованиям. Скончался в Варшаве. Похоронен на еврейском кладбище на Окоповой улице.
Был сторонником умеренной интеграции евреев в российское польское общество, в частности, выступал за распространение среди них польского языка. Главные работы: «Der Talmud in seiner Wichtigkeit» (1840); «Z teki weterana warszawskiej gminy starozakonnych» (1880); «Szkice historyczne z życia Zydów w Warszawie od pierwszych śladów pobytu ich w tem mieście do chwili obecnej» (1881); «Historia Żydów od samego ich początku do obecnej epoki» (1888—90); «Przewodnik judaistyczny, obejmujący kurs literatury i religji» (Варшава, 1893).
Гилярий Нусбаум был похоронен на еврейском кладбище польской столицы (квартал 33, ряд 2). 